# Airbus Canada
Airbus Canada Limited Partnership (hasta junio de 2019C Series Aircraft Limited Partnership, conocida también como CSALP) es un fabricante canadiense de aeronaves civiles con sede en la localidad de Mirabel (Quebec, Canada).

## Historia
La sociedad C Series Aircraft Limited Partnership es creada el 23 de junio de 2016 por Bombardier Aerospace, inicialmente Bombadier Aeropsace con una participación del 50,5% y la provincia de Quebec entró en el accionariado con un 49,5%. Bombardier Aerospace cedió a la nueva sociedad los activos, pasivos, obligaciones y derechos de propiedad intelectual del programa Bombardier CSeries, ( lamado a partir de julio de 2018 Airbus A220), übertragen.
Airbus SAS y CSALP anunciaron en octubre de 2017 planes para que Airbus adquiriera una participación mayoritaria en CSALP, de hasta un 50,01%. En ese momento, Bombardier Aerospace poseía un 62% e Investissement Québec un 38 % de las acciones, que tras la compra quedarían reducidas a un 31% Bombardier y un 19% Invetissement Québec. Inicialmente el consejo de administración de CSALP estaría compueto por 7 miembros, cuatro de los cuales incluyendo el presidente serían propuestos por Airbus, dos por Bombardier y uno por Investissement Québec.
La adquisición se hizo efectiva el 1 de julio de 2018. El 10 de julio de 2018, Airbus anunció que cambiaría el nombre del avión CSeries a "Airbus A220". El 1 de julio de 2019, la empresa cambió su nombre a  Airbus Canada Limited Partnership.
Finalmente, a principios de 2020 Airbus compró a Bombardier Aerospace sus acciones restantes en Airbus Canada. En la actualidad, Airbus SAS posee el 75% de las acciones y el gobierno de la provincia de Quebec el 25% restante.

## Productos

### Airbus A220

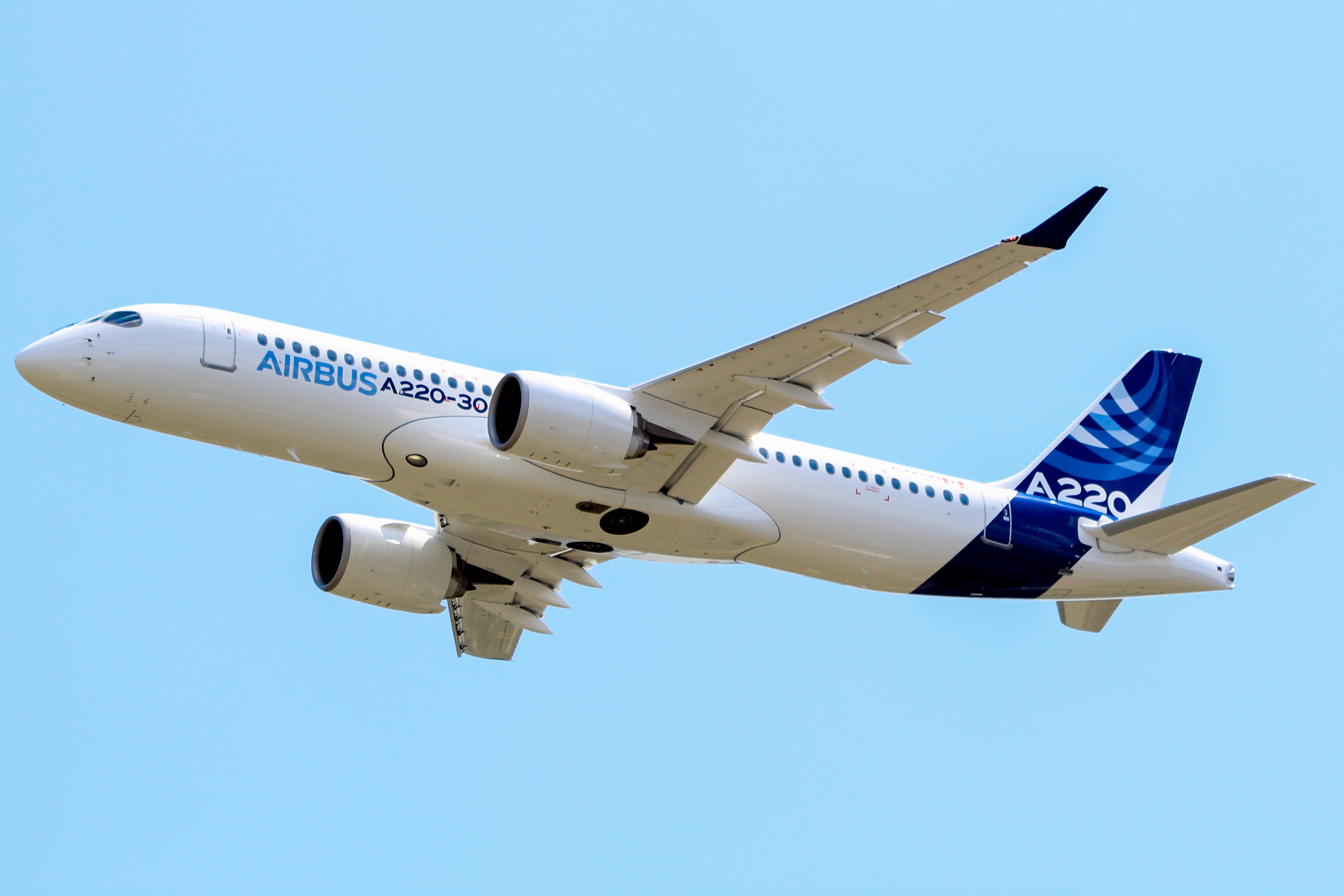
Airbus A220-300

El Airbus A220 (llamado Bombardier CSeries hasta el 10 de julio de 2018) es una familia de aeronaves civiles con una capacidad de entre 120 a 135 pasajeros para el Airbus A220-100 (anteriormente CS100) y entre 130 y 160 pasajeros apra el Airbus A220-300 (anteriormente CS300).